# I bottoni di Napoleone
I bottoni di Napoleone. Come 17 molecole hanno cambiato la storia (Napoleon's Buttons) è un saggio di Penny Le Couteur e Jay Burreson, due chimici americani.
Il titolo del libro si riferisce ad una leggenda, illustrata nelle prime pagine del libro, che cerca di spiegare una delle cause che portarono alla sconfitta di Napoleone Bonaparte durante la campagna di Russia. Secondo questa leggenda, le rigide temperature invernali della Russia di inizio '800, disgregarono i bottoni di stagno delle uniformi della Grande Armata, impedendo ai soldati di resistere al freddo. La trasformazione fisica, nota come peste dello stagno, è però molto lenta (avviene circa in 18 mesi) durata ben più lunga dell'intera campagna napoleonica (7 mesi), per questo motivo si parla di una leggenda. Con un fondo di verità o meno, questa leggenda mostra che la storia dell'uomo può essere influenzata dalla scienza e dalla tecnologia.

## Tema
I 17 capitoli del libro raccontano di come 17 gruppi di molecole, perlopiù organiche, abbiano influenzato la storia o come queste influenzino la nostra vita quotidiana. Nel primo capitolo si parla della chimica e della storia di alcune spezie: il pepe, la noce moscata e i chiodi di garofano. Nel secondo si parla dell'acido ascorbico e dello scorbuto. Nel terzo capitolo si indaga sulla storia dello zucchero. Il quarto capitolo è dedicato alla cellulosa e alla rivoluzione industriale. Nel quinto si raccontano gli effetti dei nitroderivati sulla guerra. Il sesto è incentrato sulla seta e il nailon. Il settimo capitolo  concerne gli usi del fenolo. L'ottavo svela i segreti della gomma e dell'isoprene. Nel nono capitolo si parla dei coloranti, quali l'indaco dei blue jeans, la porpora di Tiro delle toghe degli imperatori e la crocina che rende giallo lo zafferano, ma anche altri. Nel decimo di quei farmaci che hanno cambiato la medicina, come l'aspirina e le penicilline. L'undicesimo capitolo spiega la storia della pillola anticoncezionale.  Il dodicesimo parla di erbe e alcaloidi. Il capitolo tredicesimo racconta il rapporto tra chimica e storia a riguardo della morfina, nicotina e caffeina. Il quattordicesimo capitolo parla di olivi e acido oleico. Il quindicesimo svela i segreti del sale. Nel sedicesimo si parla largamente di clorocarburi. Nell'ultimo capitolo, il diciassettesimo, ci si concentra sulla chinina e la malaria.

## Edizioni italiane
- I bottoni di Napoleone. Come 17 molecole hanno cambiato la Storia, traduzione di Libero Sosio, Milano, Longanesi, 14 settembre 2006. - Milano, TEA, 2008-2019; La Biblioteca delle Scienze, 2010.